# 彼得里奇市镇

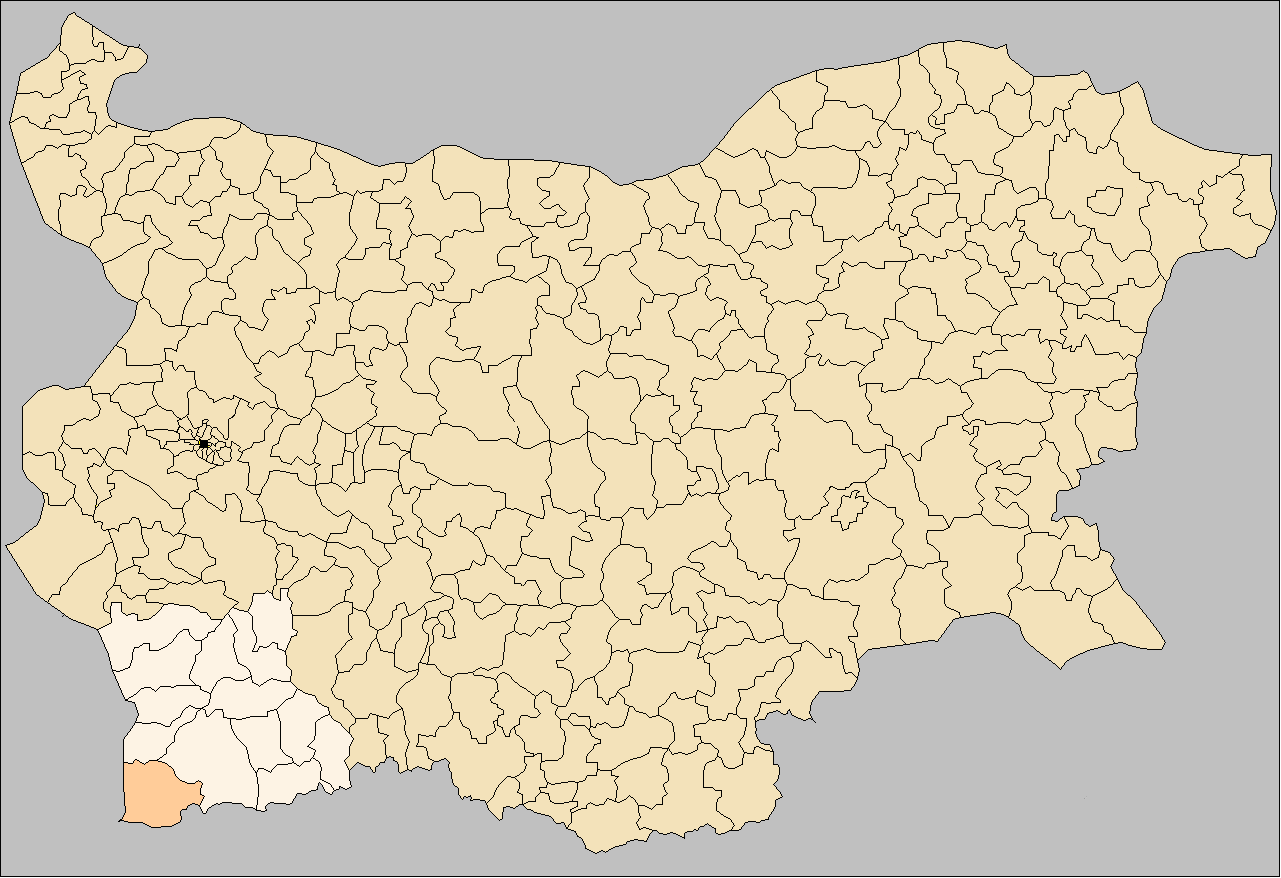

彼得里奇市镇，是保加利亞西南部布拉戈耶夫格勒州的市鎮，行政中心为彼得里奇，面積650.13平方公里，2008年人口58,533，人口密度每平方公里90.03人。
41°25′N 23°14′E / 41.417°N 23.233°E